# Praia do Tambá
Imagem da Praia do Tambá em Baía da Traição.
A Praia do Tambá, também conhecida por praia do tanguá, é uma praia brasileira, localizada na cidade de Baía da Traição no estado da Paraíba. Assim como a grande maioria das praias da reserva dos Potiguaras, a praia de Tambá é bela, deserta e selvagem. No alto das falésias, fica a aldeia Galego que teve, recentemente, seu nome mudado para Aldeia Alto do Tambá, onde se pode comprar artesanato indígena.

## Turismo
- Aldeia Alto do Tambá – proporciona ao turista a dança e o artesanato, destaca-se pela comida típica e por trilha que sai do outro lado da aldeia até o mar. Além de artesanato, há venda de doces de frutas nativas[7][8];

- Do alto do Tambá, que deu nome a belíssima praia, fica localizado abaixo de uma grande falésia avermelhada, por onde o visitante poderá admirar e prestigiar as belezas naturais dessa praia.

- É possível acessar a Lagoa Encantada, a partir da praia do tambá, de preferência com guia indígena, por trilha que sai da antiga aldeia do Galego, atualmente chamada de aldeia Alto do Tambá[9].

- Farol da Baia da Traição: A vista do morro do Tambá é belíssima, de beleza rara. Lá do topo, o turista poderá ter uma visão privilegiada  da enseada e do Farol da Baia da Traição, inaugurado em 1923, sobre uma ilha. O farol tem 12 metros de altura. Possuindo também, um passeio de barco que margeia o local[10][11]

- Possui um mar agitado, ideal para prática de surf[12].

## Galeria

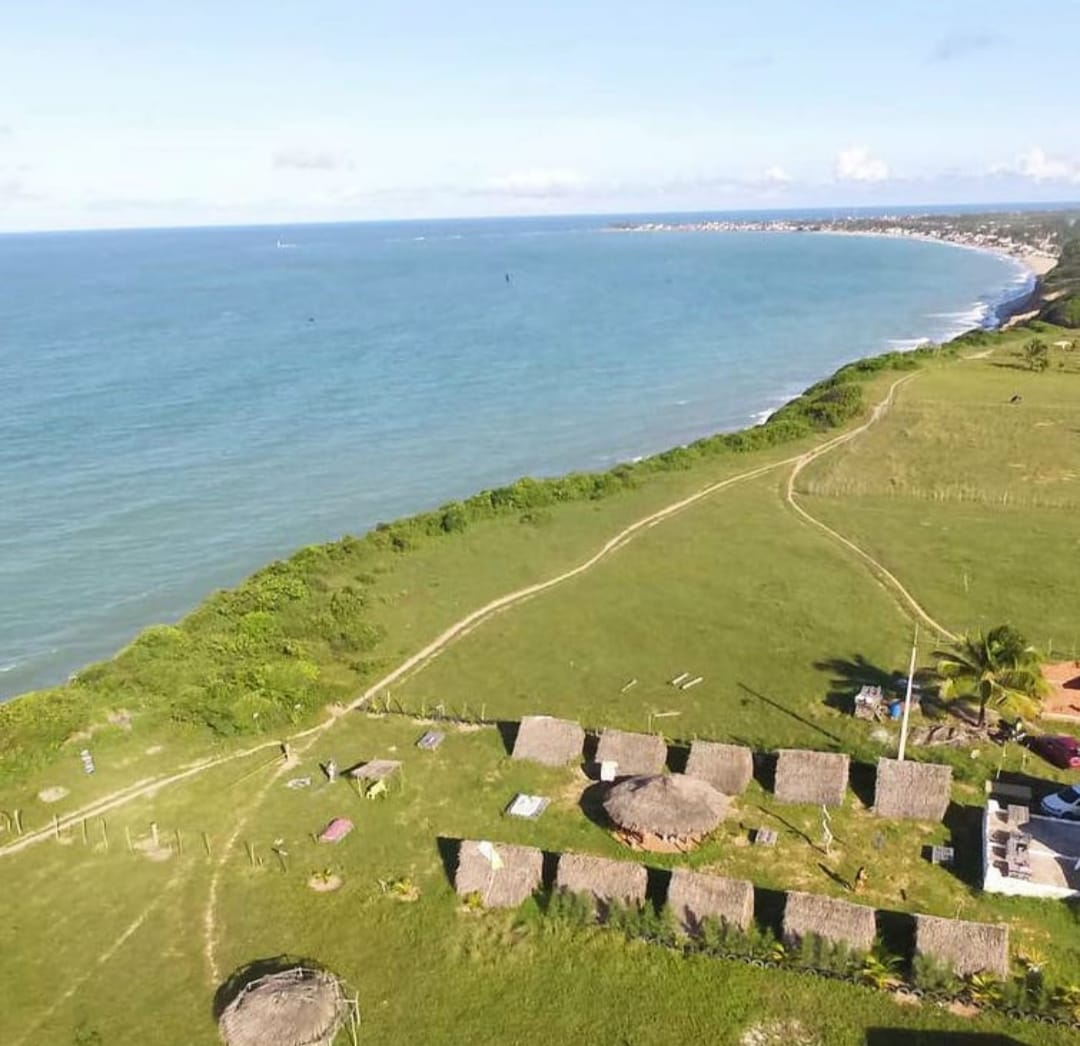
Vista da Praia de Tambá
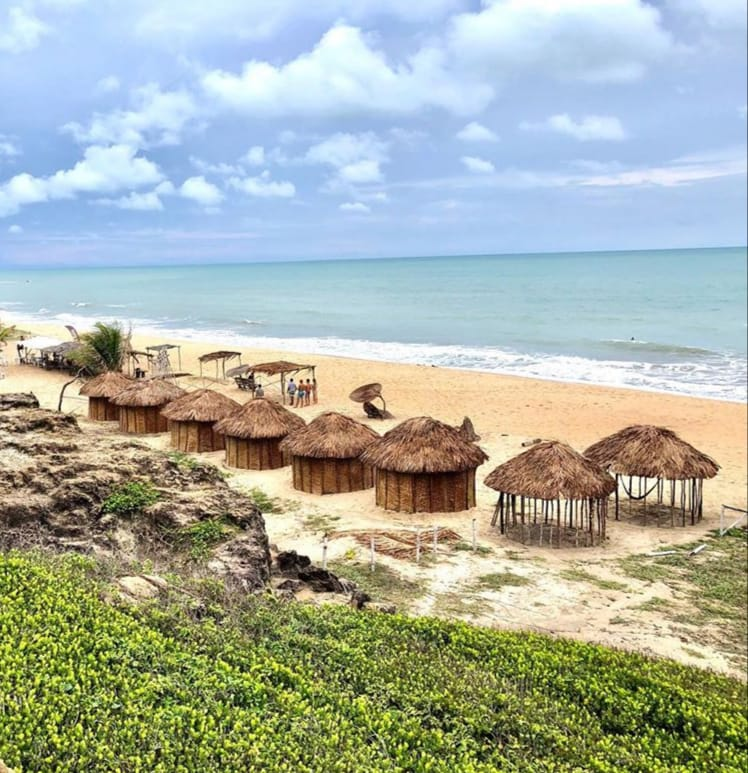
Visão panorâmica das ocas indígenas potiguaras
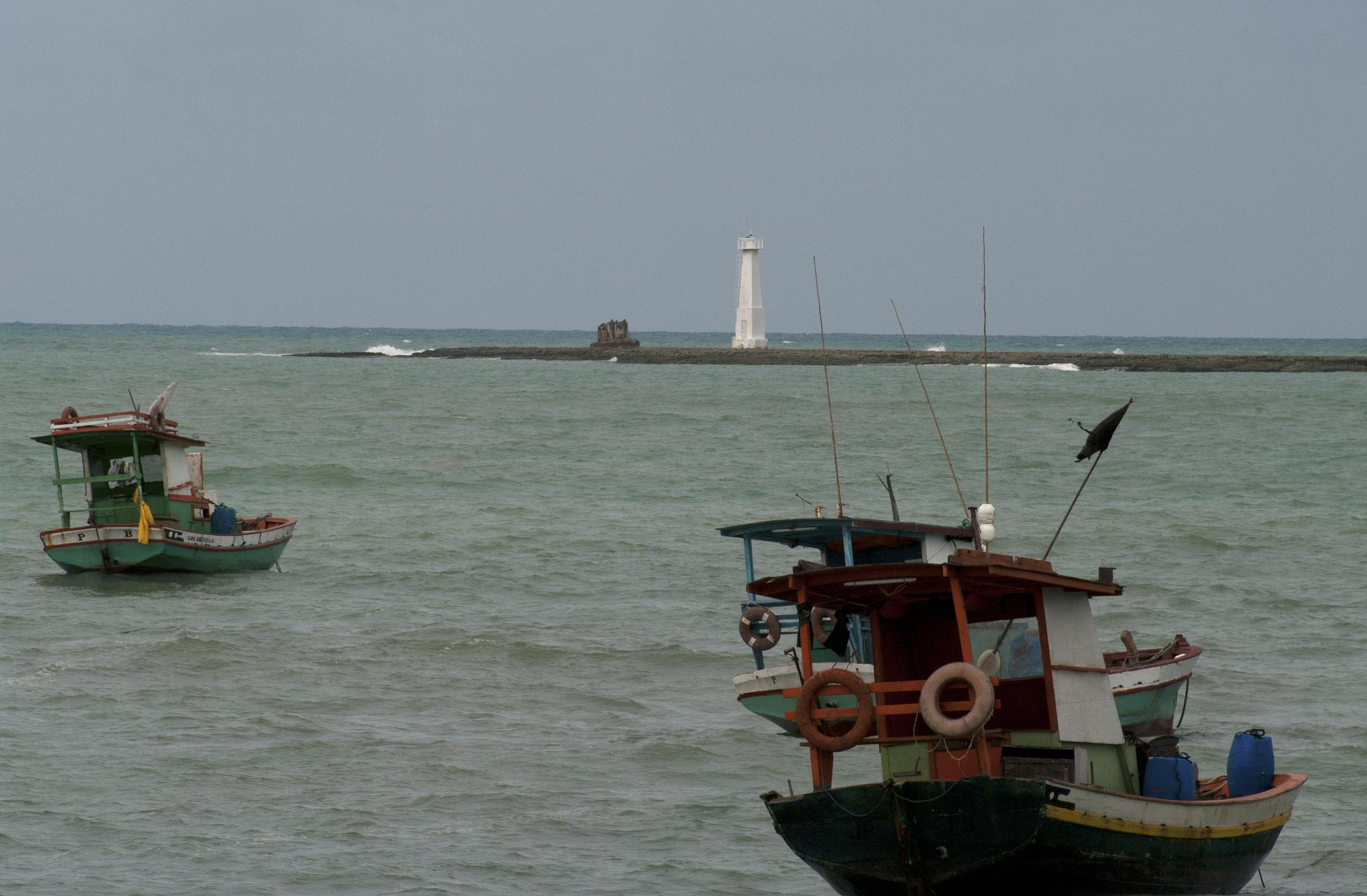
Visão do farol de Baía da Traição